# Ленинградский рынок
Ленингра́дский ры́нок — продуктовый рынок в Москве на Часовой улице, расположенный неподалёку от станций метро «Сокол» и «Аэропорт». Существует с 1963 года.
В XIX веке на месте современного района Аэропорт находилось село Всехсвятское. На его территории, на пересечении современных улиц Черняховского и Усиевича, существовал рынок, называемый Инвалидным — по названию расположенного рядом приюта для инвалидов, Александровского убежища, где жили ветераны Русско-турецкой войны. Часть обитателей убежища создавала артели, мастерские и продавала на рынке хозяйственную утварь.
Александровский приют после революции 1917 года был преобразован в опытно-показательную колонию имени Карла Маркса, торговые ряды рядом с ним продолжали свою работу до середины XX века. В 1930-е годы часть его территории отошла под протезный завод, неподалёку располагался Институт экспертизы труда инвалидов. Активная торговля на Инвалидном рынке возобновилась в послевоенные годы, когда продавцами на нём стали бывшие фронтовики, получившие ранения в годы Великой Отечественной войны. Местный житель Александр Коптев вспоминал об этом в своём дневнике:

Кто без руки, кто без ног… Последние катались на самодельных дощатых тележках, вместо колёс подшипники, и торговали всякой «блошиной» всячиной. Кто продавал потертую шинельку с наспех зашитыми прорехами от былых пулевых попаданий, затертыми рыжими подпалинами от костров или окурков, а кто-то торговал трофеями…
В 1950-е годы с началом массовой жилой застройки района Инвалидный рынок прекратил своё существование. В 1963-м на Часовой улице был построен новый рынок, названный Ленинградским. Первое время его по старинке называли Инвалидным из-за близости старых торговых рядов, хотя он не повторял в точности их месторасположения. Главное здание рынка представляло собой образец советского архитектурного модерна с павильоном в форме буквы «П» и панорамными окнами на внешних фасадах.
В советское время Ленинградский рынок специализировался на продуктах питания: фруктах, овощах, мясных и молочных продуктах, кондитерских изделиях. В 1990-е годы он не был приватизирован, до начала 2000-х оставаясь государственным унитарным предприятием. В 2003-м владельцем рынка стала Калужская управляющая компания. Согласно контракту, заключённому с правительством Москвы, рынок требовалось ликвидировать и построить на его месте современный торговый центр. Впоследствии городские власти настояли на сохранении торговли, от планов по сносу решили отказаться. В 2006—2007 годах впервые за всю историю рынка прошла его реконструкция, также был разбит фонтан у расположенного рядом кинотеатра «Баку», очищен пруд, построена автостоянка.
В 2010 году московские власти озвучили планы по сокращению количества рынков в городе, согласно которым должны были закрыть и Ленинградский. Однако благодаря тому, что рынок всё же имел капитальное здание, от планов по его сносу снова отказались и провели очередную реконструкцию. В ходе работ провели замену внутренних инженерных систем, систем вентиляции, пожаротушения и дымоудаления, холодильных установок, заменили фасады, укрепили фундамент, отремонтировали кровлю и торговые ряды. В состав обновлённого комплекса вошли 300 торговых точек для продажи сельскохозяйственной продукции, административные помещения, магазин промтоваров и гостиница на 36 номеров.
В очередной раз о возможном закрытии московских рынков заговорили в 2013 году. Ленинградский рынок продолжил функционировать, однако уличные торговые ряды, прилегающие к капитальному зданию, были закрыты. В январе 2017-го рынок был эвакуирован после ложной анонимной угрозы взрыва. В том же году владельцы торгового комплекса объявили о модернизации рынка, капитальным ремонте интерьеров и постройке второго павильона. Работы завершились к июню 2017-го.
По состоянию на 2018 год, Ленинградский рынок остаётся собственностью Калужской управляющей компании. Он представляет собой современный торговый комплекс, реализующий продукты питания как собственного, так и промышленного производства. По периметру территории действуют кафе, магазины, торговые точки с фермерскими продуктами и блюдами национальной кухни, выпечкой, крафтовым пивом, деликатесами и сувенирами. Цены на рынке выше, чем в среднем по Москве, однако периодически проводятся акции, скидки, организуются дегустации, кулинарные мастер-классы, викторины и творческие конкурсы. Вся продукция проходит контроль в лаборатории ветеринарно-санитарной экспертизы.